# Volkswagen Eos
Volkswagen Eos — компактный купе-кабриолет Volkswagen. Прототип был представлен на Франкфуртском автосалоне в 2003 году, а 12 сентября 2005 года там же была впервые показана серийная модель. На рынке Eos появился в мае 2006 года. 
Объём двигателя Volkswagen Eos составляет 3,2 литра, его мощность равна 250 л. с., автомобиль достигает 100 км/ч за 7,3 секунды. 
Eos использует платформу PQ35. Крыша была разработана фирмой Webasto.

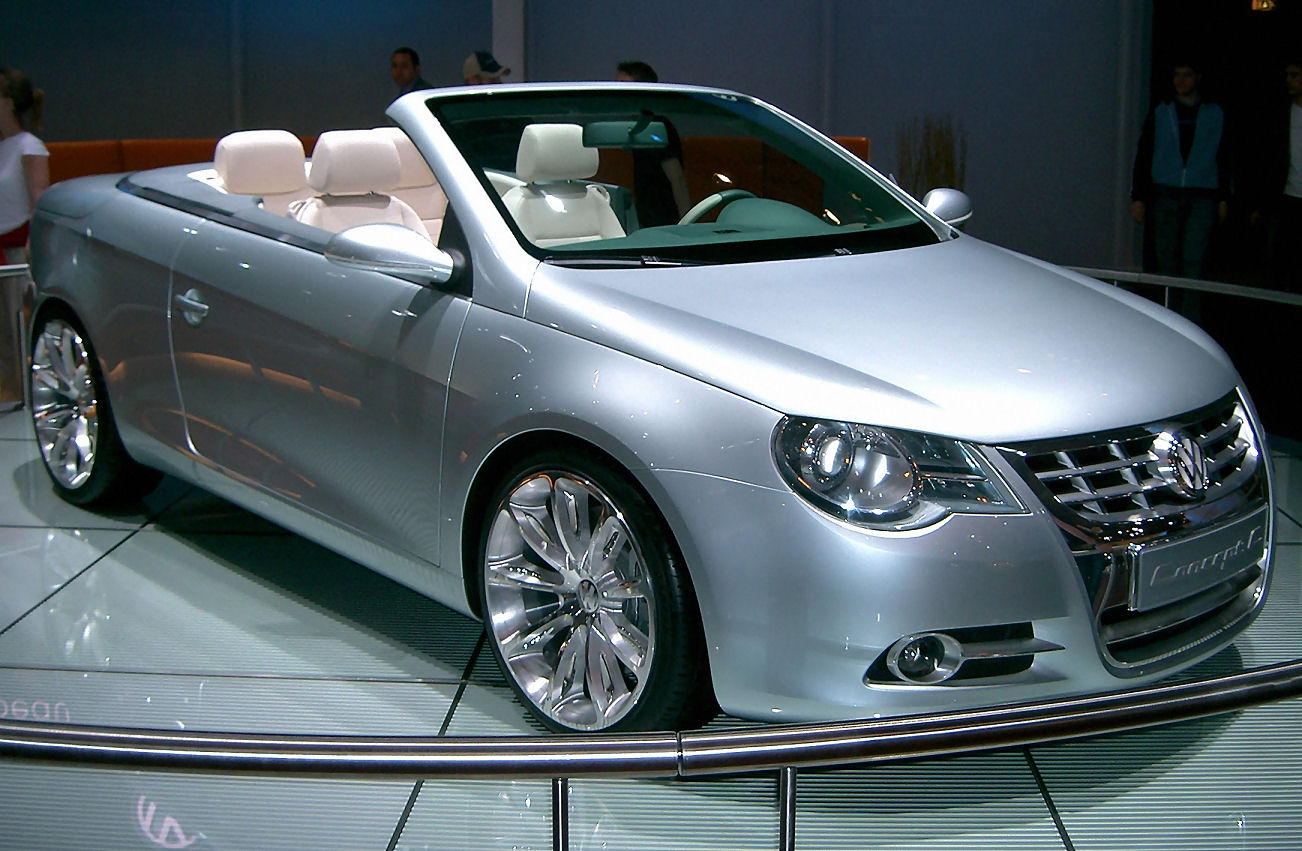
Прототип 2003 года
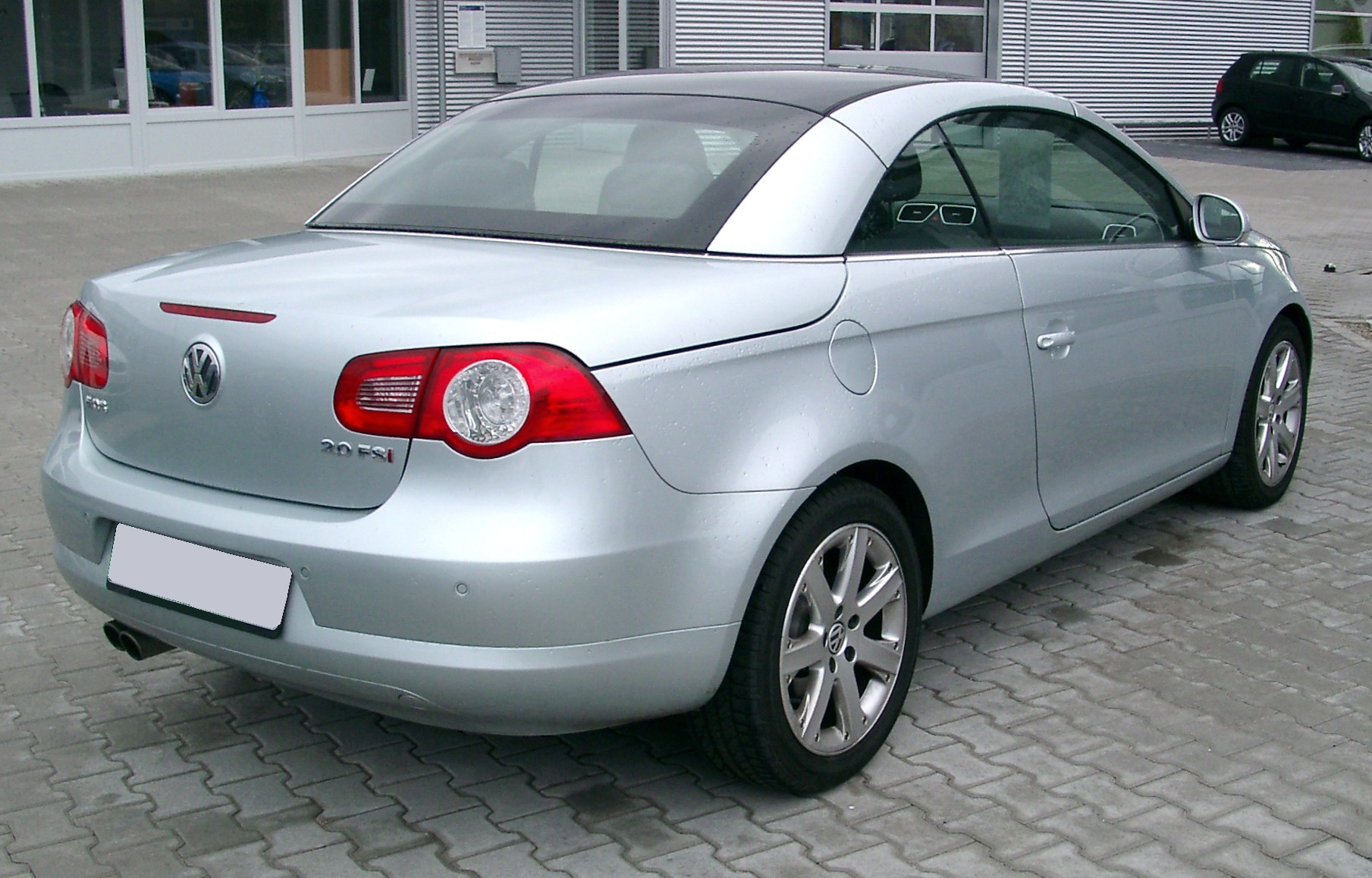
VW Eos, вид сзади

## Безопасность
Автомобиль прошел тест Euro NCAP в 2007 году:
| Euro NCAP                                                           | Euro NCAP | Euro NCAP | Euro NCAP |
| ------------------------------------------------------------------- | --------- | --------- | --------- |
| Рейтинги                                                            | Пассажир  |           | 31        |
| Рейтинги                                                            | Ребёнок   |           | 40        |
| Рейтинги                                                            | Пешеход   |           | 13        |
| Протестированная модель: Volkswagen Eos 2‑дв. кабриолет, LHD (2007) |           |           |           |